# Aujac, Gard
Aujac är en kommun i departementet Gard i regionen Occitanien i södra Frankrike. Kommunen ligger i kantonen Génolhac som tillhör arrondissementet Alès. År 2022 hade Aujac 157 invånare.

## Befolkningsutveckling
Antalet invånare i kommunen Aujac
Referens:INSEE